# My Aurigae
My Aurigae (μ Aurigae, förkortat My Aur, μ  Aur) som är stjärnans Bayerbeteckning, är en ensam stjärna belägen i den västra delen av stjärnbilden Kusken. Den har en skenbar magnitud på 4,88 och är synlig för blotta ögat där ljusföroreningar ej förekommer. Baserat på parallaxmätning inom Hipparcosuppdraget på ca 21,3 mas, beräknas den befinna sig på ett avstånd på ca 153 ljusår (ca 47 parsek) från solen.

## Nomenklatur
My Aurigae var tillsammans med λ Aur och ρ Aur Kazwini's Al Ḣibā' ( ألحباع ), tältet. Enligt stjärnkatalogen i det tekniska memorandumet 33-507 - A Reduced Star Catalog Containing 537 Named Stars var Al Ḣibā namnet på tre stjärnor: λ Aur som Al Ḣibā' I, μ Aur som Al Ḣibā' II och ρ Aur som Al Ḣibā' III.

## Egenskaper
My Aurigae är en blå till vit stjärna i huvudserien av spektralklass A4 Vm där "m"-suffixet anger att onormala överskott av tyngre element förekommer i stjärnans spektrum, vilket gör den till en Am-stjärna. Den har en massa som är omkring dubbelt så stor som solens massa, en radie som är ca 2,8 gånger större än solens och utsänder från dess fotosfär ca 21,5 gånger mera energi än solen vid en effektiv temperatur på ca 7 560 K.
My Aurigae har en nära följeslagare, som år 1986 var separerad med 0,10 bågsekunder vid en positionsvinkel av 356°.